# Nathalie Vergnolle
Nathalie Vergnolle est une biologiste française travaillant à l'Inserm, directrice de l'Institut de recherche en santé digestive et récipiendaire du prix Recherche de l'Inserm en 2018. 

## Biographie
En 1997, elle obtient un doctorat en Sciences biologiques à l'université Toulouse III auprès du Laboratoire de pharmacologie de l’INRA.
En 1997, elle part travailler au Canada pour faire un post-doctorat à l'université de Calgary (Laboratoire de John Wallace) de 1997 à 2000, puis en tant professeur-assistante (2000-2004) et professeur-associée (2004-2007).
En 2007, elle rentre en France pour intégrer les effectifs de l'Inserm en tant que directrice de Recherche 2ème classe. En 2011, elle devient directrice de Recherche 1ère classe. Le 1er janvier 2016, elle est nommée directrice de l'Institut de Recherche en Santé Digestive. Elle est également responsable de l’équipe «Pathophysiologie de l’épithélium intestinal ».

## Distinctions et récompenses
- Prix Recherche de l'Inserm (2018)[1]
- Prix Coups d’élan pour la recherche française (2015), Fondation Bettencourt Schueller.
- Chevalier de la Légion d'honneur (2013)